# Partido San Fernando
San Fernando ist ein Partido in der Provinz Buenos Aires im östlichen Argentinien, das zum Ballungsraum Gran Buenos Aires gehört. Auch sein Verwaltungssitz heißt San Fernando und liegt etwa im Zentrum des Gebiets. San Fernando hat 148.064 Einwohner (Volkszählung des INDEC, 2001).
Das Partido umfasst neben dem dicht bebauten Gebiet im Westen auch zahlreiche Inseln des Deltas des Paraná und hat deshalb eine vergleichsweise niedrige Bevölkerungsdichte. Es grenzt im Westen an Tigre und Campana, im Norden an die Provinz Entre Ríos, im Osten an die Isla Martín García sowie an Uruguay und an den Río de la Plata sowie im Süden an San Isidro. Auf den Inseln geschlagenes Holz wird seit 1866 auf dem Seeweg zur Weiterverarbeitung ins Sägewerk La Helvecia gebracht.
Wie die anderen Partidos der Provinz hat auch San Fernando den Status einer Gemeinde (municipio), ist aber in verschiedene Ortschaften (localidades) aufgeteilt und ähnelt daher eher den deutschen Land- oder Stadtkreisen.

## Ortschaften
San Fernando ist in drei Ortschaften eingeteilt:
- San Fernando (69.110 Einwohner)
- Victoria (39.447 Einwohner)
- Virreyes (39.507 Einwohner)

3.067 Einwohner leben zudem auf den Inseln des Deltas des Río Paraná.

## Im Partido San Fernando geborene Personen
- Gilardo Gilardi (1889–1963), Komponist und Musikpädagoge
- Vanina Oneto (* 1973), Hockeyspielerin
- Juan Román Riquelme (* 1978), Fußballspieler
- Esteban Cambiasso (* 1980), Fußballspieler
- Lucas Barrios (* 1984), Fußballspieler
- Micaela Retegui (* 1996), Hockeyspielerin